# Ali Ier Pacha
Pour les articles homonymes, voir Ali Pacha et Ali Bey.
Ali Pacha (arabe : علي باشا), également connu sous le nom d'Ali Ier ou d'Ali Bey, né le 30 juin 1688 au Kef et mort le 22 septembre 1756, est le bey de Tunis de 1735 à 1756,.

## Biographie

### Jeunesse et révolte
Ali est le petit-fils d'Ali Turki, gouverneur du Kef et ancêtre des Husseinites ; son père Mohamed est le frère aîné d'Hussein Ier Bey et devient gouverneur du Kef et de Sousse à son tour. Ali est investi comme prince héritier le 17 janvier 1706 par son oncle Hussein et reçoit, à la suite de la demande de ce dernier, le titre de pacha en 1724 de la part du sultan ottoman.
Remplacé par son cousin Mohamed Rachid, fils aîné d'Hussein Bey, comme prince héritier en 1726, il parvient à déposer son oncle Hussein Ier Bey le 7 septembre 1735 avec l'aide des troupes du dey d'Alger : il fait son entrée solennelle dans Tunis, précédé de son fils aîné Younès, en promettant aux habitants que leurs biens seraient respectés,.

### Installation du nouveau pouvoir
Ce qui n'empêche pas, durant les jours suivants, l'armée du dey d'Alger, campant sous les murs de la ville, de piller les magasins et les demeures particulières. Pour obtenir le départ de ces bandes, Ali Pacha paie une forte indemnité de guerre en pièces d'argent dont on charge 35 mules et s'engage à verser un tribut annuel de 50 000 piastres au dey. Lorsque Ali Pacha accède au pouvoir, ses partisans en engrangent les bénéfices tandis que ceux restés fidèles à Hussein Ier Bey, le bey légitime, sont exécutés. Il fait également mettre à mort des notables, des savants et des descendants du prophète Mahomet, selon Mohamed Seghir Ben Youssef. Cependant Hussein Bey, retranché à Kairouan, tente de gouverner, à l'abri des remparts de la ville sainte, la partie du royaume qui lui reste fidèle (Sousse et le Sahel tunisien). Mais Ali Bey donne l'ordre à son fils Younès de faire le siège de la ville.
Kairouan résiste pendant cinq années mais l'assaut de Younès réussit finalement et ce dernière exécute Hussein. Ses deux fils, qui gouvernent le Sahel ont le temps de se réfugier l'un à Constantine et l'autre à Alger. Cette nouvelle guerre civile laisse des traces profondes dans le pays qui se divise dès lors en deux partis opposés : les partisans d'Hussein et les partisans d'Ali dont l'hostilité réciproque se manifeste pendant très longtemps et jusque sur les marches du trône. Le fils aîné d'Ali, Younès, devient une sorte de héros national : il va deux fois l'an, en qualité de bey du camp, lever les impôts à l'intérieur du pays.

### Action gouvernementale
Pour abattre le privilège de la Compagnie royale d'Afrique sur la pêche du corail et sur le commerce de blé avec la régence, Ali I Pacha prend l'île de Tabarka aux Génois en 1741. 1 500 chrétiens sont emmenés en captivité à Tunis afin de les rançonner pour dédommagement de guerre.

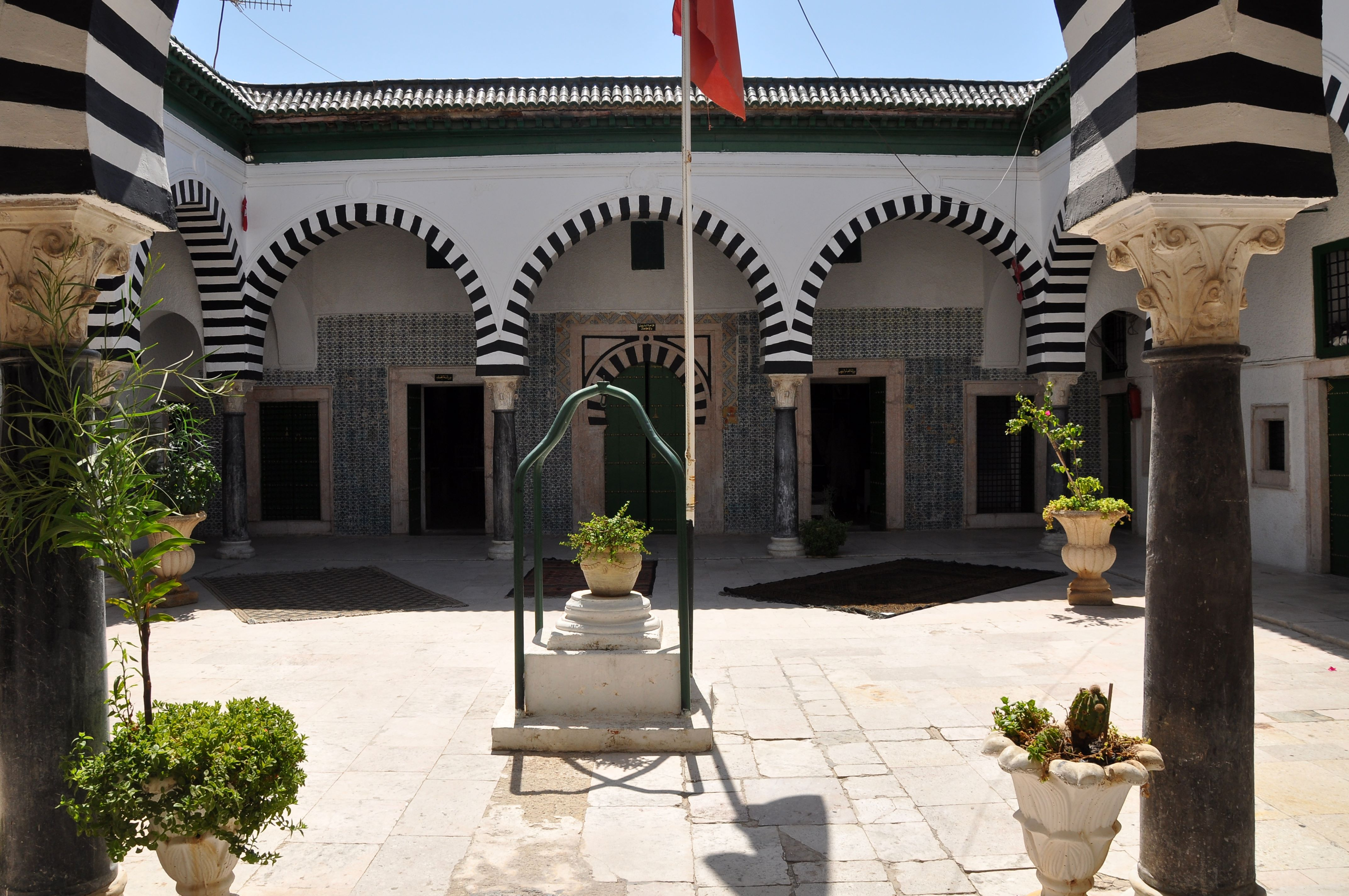
Médersa El Bachia édifiée vers 1752.

Il fait de même avec le comptoir français du Cap Nègre, possession de la Compagnie du Cap Nègre, où il envoie son fils Younès le prendre avec un détachement important de janissaires. Le comptoir revient aux Tunisiens le 16 août 1741. Louis XV envoie une escadre punitive en juillet 1742 mais celle-ci échoue devant le bastion de La Goulette. Mais, quelques mois plus tard, le comptoir est rendu à la France par un traité commercial moyennant une forte redevance.
Souverain bâtisseur, il fait édifier plusieurs monuments à Tunis, dont les médersas El Bachia, Achouria, Bir Lahjar, et Slimania. Il fait construire peu avant sa mort la tourba d'Ali Pacha, ainsi que la tourba de Lalla Memia, zaouïa au grand dôme de tuiles vertes qui se trouve au sommet de la colline du Djellaz, près du mausolée Sidi Belhassen Chedly.

### Révolte familiale
Younès finit par se rebeller contre son père à la suite d'une rivalité avec son frère. Il quitte Le Bardo clandestinement et réussit à s'emparer par surprise de la kasbah de Tunis. Puis, réunissant une milice et les autorités de la ville, il se fait proclamer bey sans opposition et prend des dispositions de défense pour résister dans la médina et la kasbah aux troupes que son père a lancé contre lui. Avec l'aide de la milice et des habitants, Younès repousse tous les assauts pendant près de deux mois mais ses partisans faiblissent peu à peu. Ali Bey finit par pénétrer dans la médina par une brèche ouverte du côté de Bab Souika. Younès parvient néanmoins à s'enfuir et gagner l'Algérie. Les troupes d'Ali, maîtresses de la médina, pillent la cité et se livrent à toutes sortes d'atrocités. 

### Retour des Algériens

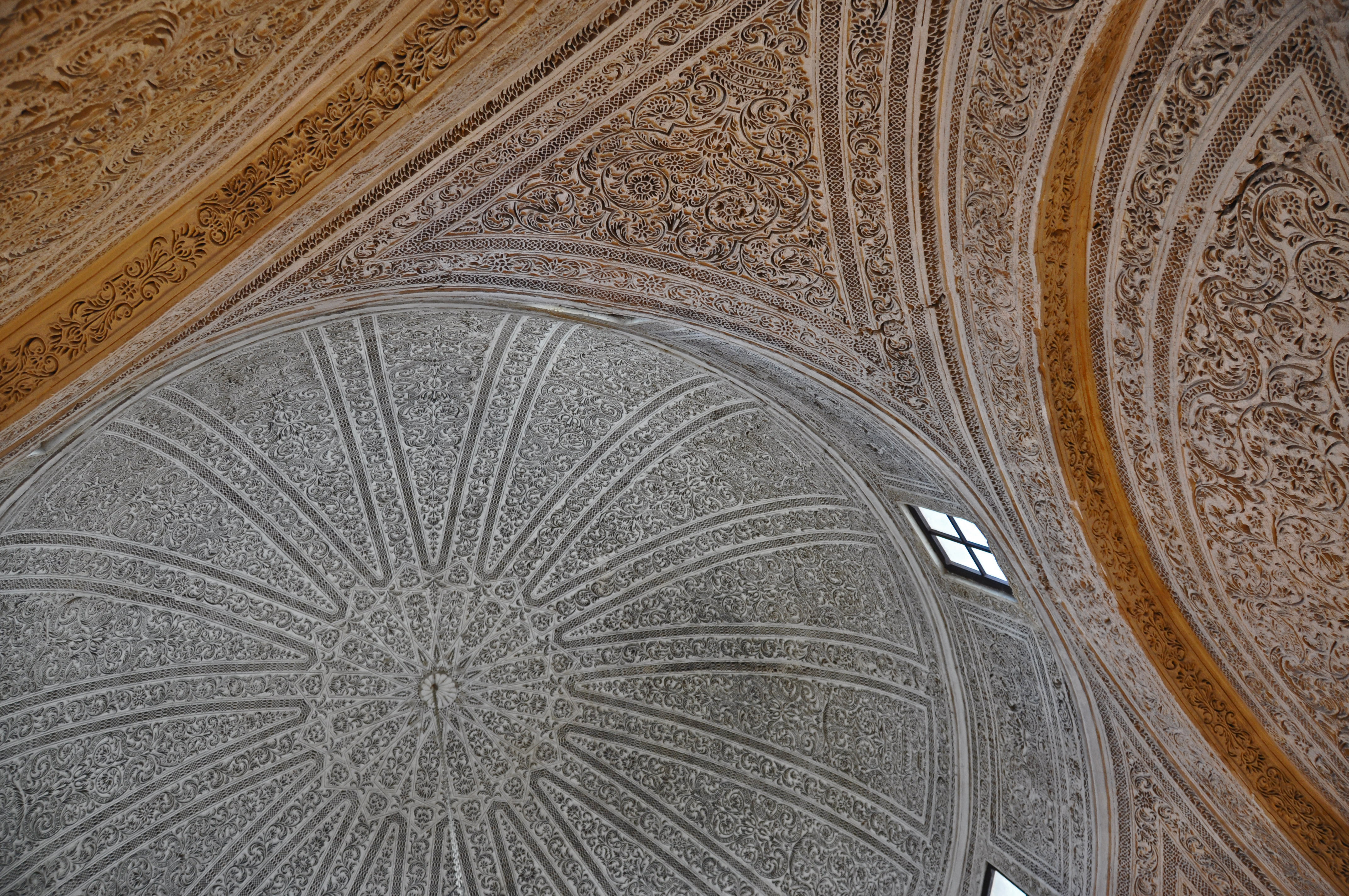
Décor de stuc ciselé ornant la coupole du mausolée d'Ali Ier Pacha dans la médina de Tunis.

Réfugiés en Algérie, les princes Mohamed Rachid et Ali, fils du défunt Hussein Bey, réussissent à gagner à leur cause le dey d'Alger qui se plaint des procédés d'Ali qui règne à Tunis. Une armée algérienne, sous le commandement du bey de Constantine, se met en marche vers Tunis afin de permettre aux deux princes de recouvrer le trône de leur père. Cette armée se présente bientôt devant Tunis qu'Ali Bey a fait fortifier à la hâte dès qu'il apprit les desseins de la régence d'Alger. Les remparts de la médina sont restaurés et on détruit toutes les maisons attenantes à l'enceinte. À leur emplacement, on creuse un fossé qui fait le tour de la cité. Le faubourg sud est relié au fort du Djellaz par un long mur en pisé qui contourne également les zaouïas de Sidi Belhassen. On achève également le fort du Djellaz, d'El Sawara (fort des Andalous) et celui d'El Rabta (ainsi appelé parce qu'il protège les silos où l'on enferme l'orge et le blé collectés pendant l'été). Ces fortifications et les soldats qui les défendent n'empêchent pas l'armée algérienne de prendre la ville d'assaut le 31 août 1756. Fait prisonnier par les troupes d'Alger, Ali est déposé le 2 septembre. Il est étranglé par des partisans de son cousin et successeur Rachid le 22 septembre ; le lendemain, il est inhumé dans son mausolée situé dans la médina de Tunis.